# Искадар
Искадар (тадж. Искодар) — горное поселение в Таджикистане.
Расположен на южном склоне Туркестанского хребта в доль реки Зеравшан. Входит в Дар-Дарскую сельскую общину (тадж. ҷамоати деҳот) Айнинского района Согдийской области Таджикистана. Северо-западную часть посёлка пересекает одноимённая река
27 сентября 2011 года, в  посёлке, была сдана в эксплуатацию подстанция 220 кВ «Айни» и ЛЭП 220кВ «Худжанд-Айни», которая обеспечила населения Зерафшанской долины электроэнергией на 50%.
В посёлке имеется коневодческое хозяйство (тадж. «Тоҷикистон»).
В Советскую эпоху, в результате раскопок в посёлке, был найден элемент доисламского искусства — деревянный алтарь.